# Kyselina malonová
Kyselina malonová, systematicky: kyselina propandiová, latinsky: acidum malonicum je nasycená dikarboxylová kyselina (druhá nejjednodušší dikarboxylová kyselina po kyselině šťavelové). Její složení vystihuje vzorec CH2(COOH)2. Za normálních podmínek to je bílá pevná krystalická látka. Její soli a estery se označují jako malonany, respektive propandionany, aniont se nazývá malonát.

## Příprava a výroba
Obvyklá příprava kyseliny malonové začíná u kyseliny chloroctové:
Reakcí kyseliny chloroctové s uhličitanem sodným vzniká sodná sůl, která reaguje s kyanidem sodným za vzniku sodné soli kyseliny kyanooctové nukleofilní substitucí. Nitrilová skupina je hydrolyzována roztokem hydroxidu sodného, čímž vzniká malonát sodný, z něhož je kyselina malonová vytěsněna silnější kyselinou.
Průmyslově se kyselina malonová vyrábí hydrolýzou jejích esterů.
Tuto kyselinu poprvé připravil roku 1858 francouzský chemik Victor Dessaignes oxidací kyseliny jablečné.
V poslední době se také vyrábí kvašením glukózy. Tento účinnější způsob má výhody díky omezení množství kyanidu a kyseliny chloroctové.

## Biochemie
Dříve se myslelo, že je kyselina malonová obsažena ve velkých koncentracích v červené řepě, avšak studie složení příslušných destilátů neprokázala její přítomnost.
Kyselina malonová je výchozím substrátem mitochondriální syntézy mastných kyselin (mtFASII), při níž je přeměňována na malonyl-CoA pomocí acyl-CoA syntetázy člen rodiny 3 (ACSF3).
Derivát kyseliny malonové a koenzymu A, malonyl-CoA, je společně s acetyl-CoA důležitým prekurzorem v syntéze mastných kyselin. Malonyl-CoA se tvoří z acetyl-CoA reakcí katalyzovanou enzymem acetyl-CoA karboxylázou a malonát je přepraven na transportní protein, aby byl připojen na řetězec mastné kyseliny.
Kyselina malonová je kompetitivní inhibitor sukcinátdehydrogenázy v oxidativní fosforylaci.

### Patologie
Pokud je zvýšená hladina kyseliny malonové doprovázena zvýšenou hladinou kyseliny methylmalonové, může to také znamenat často přehlíženou metabolickou poruchu, kombinovaná malonová a methylmalonová acidurie (CMAMMA).

## Organické reakce
Dobře známa je reakce, kdy kyselina malonová kondenzuje s močovinou za vzniku kyseliny barbiturové.

## Termochemické údaje
| Veličina            | Hodnota        | Jednotka    |
| ------------------- | -------------- | ----------- |
| ΔfH°pevná látka     | −891,1 ± 0,4   | kJ⋅mol−1    |
| ΔcH°pevná látka     | −861,15 ± 0,63 | kJ⋅mol−1    |
| S°pevná látka,1 bar | 149,00         | J⋅K−1⋅mol−1 |

Tepelná kapacita pevné látky za stálého tlaku
| Tepelná kapacita (J⋅K−1⋅mol−1) | Teplota (K) |
| ------------------------------ | ----------- |
| 127,63                         | 298,15      |

## Použití
Kyselina malonová je prekurzorem některých polyesterů. Také může být složkou alkydových pryskyřic, které se používají v nátěrech na ochranu proti ultrafialovému záření a korozi.
V potravinách a léčivech může být kyselina malonová použita jako regulátor kyselosti.
Používá se také jako surovina na výrobu mnoha látek, například gama-nonalaktonu, složky vůní a aromat, kyseliny skořicové a kyseliny valproové.